# Església i claustre de Sant Francesc (Maó)
L'església i el claustre de Sant Francesc, de Maó, foren començats l'any 1719 i acabats el 1792.
Es construïren sobre un temple gòtic de l'any 1459, dedicat a Santa Maria de Jesús de Natzaret, conegut amb el nom de convent de Jesús. L'any 1535, com a conseqüència de l'atac turc a la ciutat, l'edifici va ser derruït i gairebé no en queden notícies.
L'edifici actual del convent de Sant Francesc s'ubica en una construcció de la segona meitat del segle XVII-inici del xviii. Actualment el temple és església parroquial. L'església és de nau única, amb decoració d'arcs, amb un estil barroc. Hi trobam la capella de la Concepció, també d'estil barroc. La façana és massissa i té un portal d'estil romànic. El claustre és de planta quadrada, amb quatre plantes; al mig, hi ha un pou. Segueix unes línies barroques. Amb la desamortització de l'any 1835, la seva funcionalitat canvia i passa a ser escola de nàutica; després biblioteca pública, institut de batxillerat, Casa de la Misericòrdia i, finalment, seu del Museu de Menorca.